# سید منیرالدین هاشمی
سید منیرالدین حسینی الهاشمی (۱۳۲۴–۱۳۷۹) روحانی ایرانی و بنیانگذار فرهنگستان علوم اسلامی قم بود.
پس از انقلاب ۱۳۵۷ او عضو مجلس خبرگان قانون اساسی شد و از مدافعان وارد شدن اصل ولایت فقیه در قانون اساسی بود

## زندگی و کودکی او
سید منیرالدین حسینی الهاشمی فرزند سید نورالدین حسینی الهاشمی شیرازی (از مراجع دینی شیعه در استان‌های جنوبی) در ۲۰ آبان ۱۳۲۴ در شیراز زاده شد. سید منیرالدین تنها ۱۲ سال داشت که پدر او در سال ۱۳۳۵ درگذشت. با مرگ  سید نورالدین، مردم شیراز سید منیرالدین نوجوان را ملبس به لباس روحانیت کردند و شورای مرکزی حزب در اقدامی تشریفاتی او را به عنوان جانشین سید نورالدین شیرازی و رهبر حزب سیاسی مذهبی برادران معرفی کرد.

## تحصیل و فعالیت‌های اولیه اجتماعی
اصلی‌ترین دغدغه سیدمنیرالدین در نوجوانی و جوانی بازخوانی و فکر کردن و بازگو نمودن مطالب و مباحث پدرش سید نورالدین شیرازی، از میان سه کتاب منتشر شده از پدرش یعنی سالنامه حزب برادران (چاپ ۱۳۲۹)، کسرِ کسروی، و اسلام و جهان امروز بود.
او با مطالعه تفکر پدرش در مورد حزب، متوجه شد که حزب برادران اساسنامه و نظامنامه حزب را رعایت نمی‌کند. لذا با آن به مخالفت پرداخت و به قم هجرت کرد. از همین رو حزب نیز او را در تنگنای اقتصادی قرار داد. اما او با همه این فشارها، حتی به دنبال کشف و اکتشافات صنعتی در کنار زندگی طلبگی خود بود.
آخرین آموخته دروس رایج سید منیرالدین در حوزه علمیه قم، استفاده از درس رسائل حسین نوری همدانی، درس خارج مرتضی حائری یزدی و سیدحسین بروجردی بود. با آغاز نهضت سید روح‌الله خمینی به شیراز بازگشت تا مبارزات شیراز را قوت بخشد. او در سال ۱۳۴۶ پس از سفر حج، به عراق رفت و مقیم نجف شد و تا سال ۱۳۴۹ در آنجا ماند. با بازگشت به ایران، تا سال ۱۳۵۲ مبارزات خود را پی گرفت و یک بار نیز به گنبد کابوس تبعید شد. اما در نهایت در ۱۳۵۲ به قم رفت و برای ترتیب دادن یک اندیشه مناسب برای پاسخ گویی به نیازهای انقلاب، دست به کار شد. محور فعالیت‌های او تا عضویت در مجلس خبرگان قانون اساسی و زمان صدور دستور انقلاب فرهنگی از سوی سید روح‌الله خمینی همین بود. او در دو دهه پایانی عمر خود از طرفداران نظریه جهت‌داری علم، هماهنگی روش و قلمرو حداکثری دین بود. سید منیرالدین در سال ۱۳۵۸ در تدوین قانون اساسی جمهوری اسلامی[۳] و وارد کردن ولایت فقیه به آن نقش داشت.
منیرالدین هاشمی عقیده داشت که شكست نظام اِلحادی كمونيسيتی (شوروی) نتيجه حركت خمینی بود. او گفته بود «اگر کسی اهل تحلیل تاریخ باشد متوجه می‌شود که شكست نظام اِلحادی كمونيسيتی نتيجه حركت امام بود. قبلاً توانسته بودند يك مغالطه‌ای ايجاد كنند كه اگر كسی خداپرست است بايد مظالم را قبول كند و اگر كسی بخواهد ظلم را نفی كند بايد دست از خدا بردارد. اين شديدترين مغالطه ابليس بود كه به وسيله شياطين انس و جن واقع شده بود. شکستن این مغالطه و اصلاح جهت‌گیری حیات بشری حاصل کار امام بود.»

## تأسیس فرهنگستان علوم اسلامی قم
با صدور دستور انقلاب فرهنگی از سوی سید روح‌الله خمینی محور فعالیت‌های او برای تأسیس یک آکادمی برای تولید اقتصادی متناسب با انقلاب اسلامی آغاز شد. او در ابتدا مجامعی را در دانشگاه‌های بزرگ کشور برگزار کرد و تعدادی از اساتید را جذب اندیشه خود کرد. سپس در سال ۱۳۵۹ دفتر مجامع مقدماتی فرهنگستان علوم اسلامی را بنیان نهاد تا به تولید مقدمات علوم اسلامی بپردازند. او در نهایت موفق شد در پایان دهه ۱۳۶۰ اندیشه فلسفی تازه‌ای با عنوان «فلسفه نظام ولایت» بر مبنای اصالت فاعلیت بنیان نهد و تا اسفند ۱۳۷۹ که در سن ۵۵ سالگی درگذشت، نیز گام ضروری دوم اندیشه خود، یعنی بنیانگذاری روش‌هایی برای تولید علم (حجیت، معادله، مدل) بر اساس این فلسفه جدید التاسیس را به سرانجام برساند.